# Justice (Frans duo)
Justice is een Frans electro/house-duo bestaande uit, Gaspard Augé (geboren 21 mei 1979) en Xavier de Rosnay (geboren 2 juli 1982). Ze zijn de meest succesvolle groep van het label Ed Banger Records, en hun manager is de baas van het label, genaamd Pedro Winter. Het handelsmerk van Justice is een groot lichtgevend kruis, wat onder andere ook te zien is in hun shows. Ze staan bekend om hun grote rock-invloeden in hun muziek.

## Geschiedenis
Justice werd bekend door hun remix van "Never Be Alone" van Simian Mobile Disco, die ze hadden gemaakt voor een remix-wedstrijd van een Parijs radiostation. Door die remix werden ze gecontracteerd bij Ed Banger records (die bracht de remix ook uit) en werd de remix een hit in de clubs en op het internet. De remix werd in 2004 opnieuw uitgebracht onder het label International DeeJay Gigolo Records van DJ Hell en daarna werd het uiteindelijk in de zomer van 2006 uitgebracht in Groot-Brittannië, onder de naam "We Are Your Friends".
Na het verschijnen van de originele versie van "Never Be Alone" werkte Justice aan remixes voor verschillende Franse bands (Vicarious Bliss, Scenario Rock en Gambit) maar ook voor de grotere namen zoals, Britney Spears, N*E*R*D, Fatboy Slim en Daft Punk. Justice eerste solo single, "Waters Of Nazareth", kwam in september 2005 uit onder Ed Banger Records en werd veelvuldig gedraaid door dj's als Erol Alkan, Tiga, 2 Many DJs en Ivan Smagghe. Het nummer werd opnieuw uitgebracht in 2006 samen met de verschillende remixes. Het remix-werk van het duo ging gewoon door, en ze hebben nog remixes gemaakt voor onder andere Franz Ferdinand, Mystery Jets, Soulwax en Mr. Oizo.
Justice won op de MTV Europe Music Awards van 2006 de prijs voor beste video voor Justice vs. Simian - "We Are Your Friends". Augé en Rosnay waren niet aanwezig op de prijsuitreiking en de prijs werd daarom in ontvangst genomen door So Me en videoregisseur Jérémie Rozan. Rapper Kanye West kon dit niet uitstaan omdat hij zijn eigen video veel beter vond en is daarom tijdens de uitreiking van de prijs het podium opgekomen om dit duidelijk te maken.
Justice' debuutalbum † kwam uit op 11 juni 2007. Het nummer "D.A.N.C.E." was genomineerd voor de prijs voor beste video van het jaar bij zowel de MTV Video Music Awards als de MTV Europe Music Awards. Bij de MTV Video Music Awards verloren ze van Rihanna's Umbrella maar bij de MTV Europe Music Awards werd voor het tweede jaar op rij de prijs voor beste video gewonnen.
Op 14 november 2008 stond Justice in de Melkweg als onderdeel van een tournee in het kader van een op dvd verschenen documentaire over hen, A cross the universe.
Na zo'n twee jaar stilte rond de band kondigde Justice op 14 maart 2011 via hun Facebook pagina aan dat er plannen waren om een nieuwe single, genaamd Civilization, uit te brengen op 4 april 2011. Op 24 oktober 2011 bracht het duo zijn tweede album uit, getiteld Audio, Video, Disco (wat Latijn is voor "Ik hoor, ik zie, ik leer). Aan dit album was onder andere een Europese tournee gekoppeld, waarin Justice op 28 februari 2012 in Paradiso, Amsterdam had opgetreden. Uit deze tour is hun livealbum Access All Arenas voortgekomen.
Op 18 november 2016 heeft Justice zijn derde studioalbum, Woman, uitgebracht.

## Discografie

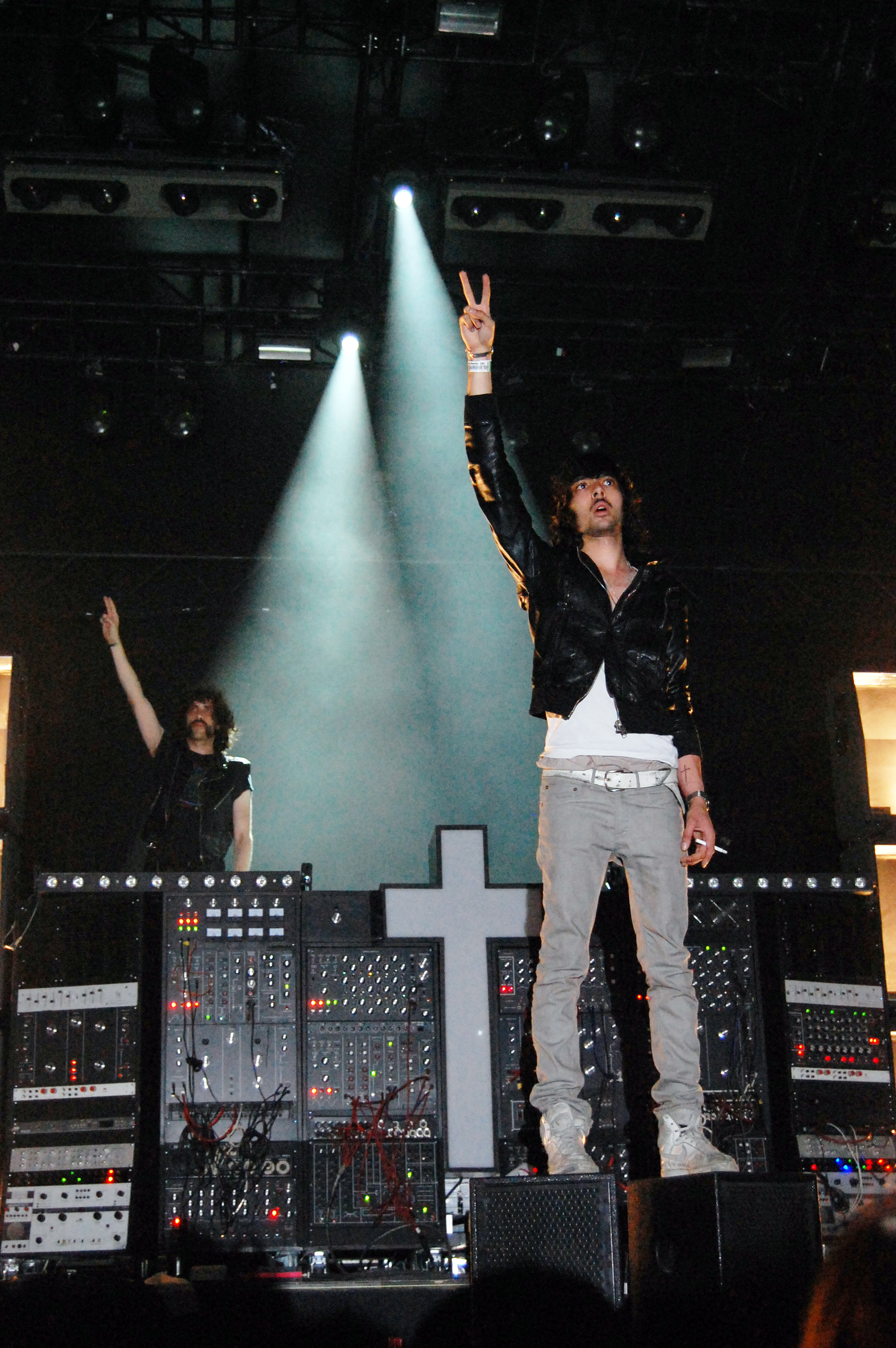
Justice @ Rock Werchter 2008

### Albums
| Album met eventuele hitnotering(en) in de Nederlandse Album Top 100 | Datum van verschijnen | Datum van binnenkomst | Hoogste positie | Aantal weken | Opmerkingen |
| ------------------------------------------------------------------- | --------------------- | --------------------- | --------------- | ------------ | ----------- |
| Waters of Nazareth                                                  | 2005                  | -                     |                 |              | ep          |
| We are your friends                                                 | 2006                  | -                     |                 |              | ep          |
| D.A.N.C.E                                                           | 2007                  | -                     |                 |              | ep          |
| †                                                                   | 15-06-2007            | 23-06-2007            | 77              | 4            |             |
| DVNO                                                                | 2008                  | -                     |                 |              | ep          |
| A cross the universe                                                | 28-11-2008            | 13-12-2008            | 94              | 1            | Livealbum   |
| Audio, video, disco                                                 | 24-10-2011            | 29-10-2011            | 97              | 1            |             |
| Access All Arenas                                                   | 2014                  | -                     |                 |              | Livealbum   |
| Woman                                                               | 2016                  | -                     | -               | -            |             |

| Album met hitnotering(en) in de Vlaamse Ultratop 200 albums | Datum van verschijnen | Datum van binnenkomst | Hoogste positie | Aantal weken | Opmerkingen |
| ----------------------------------------------------------- | --------------------- | --------------------- | --------------- | ------------ | ----------- |
| †                                                           | 2007                  | 30-06-2007            | 33              | 20           |             |
| A cross the universe                                        | 2008                  | 06-12-2008            | 39              | 11           |             |
| Audio, video, disco                                         | 2011                  | 29-10-2011            | 24              | 3            |             |
| Woman                                                       | 2016                  | -                     | -               | -            |             |
| Hyperdrama                                                  | 2024                  | -                     | -               | -            |             |

### Singles
| Single met eventuele hitnotering(en) in de Nederlandse Top 40 | Datum van verschijnen | Datum van binnenkomst | Hoogste positie | Aantal weken | Opmerkingen                 |
| ------------------------------------------------------------- | --------------------- | --------------------- | --------------- | ------------ | --------------------------- |
| Civilization                                                  | 28-03-2011            | -                     |                 |              | Nr. 58 in de Single Top 100 |

| Single met hitnotering(en) in de Vlaamse Ultratop 50 | Datum van verschijnen | Datum van binnenkomst | Hoogste positie | Aantal weken | Opmerkingen |
| ---------------------------------------------------- | --------------------- | --------------------- | --------------- | ------------ | ----------- |
| D.A.N.C.E.                                           | 2007                  | 16-06-2007            | tip3            | -            |             |
| DVNO                                                 | 2008                  | 24-05-2008            | tip23           | -            |             |
| Civilization                                         | 2011                  | 02-04-2011            | tip7            | -            |             |
| Audio, video, disco                                  | 12-09-2011            | 01-10-2011            | tip33           | -            |             |
| Helix                                                | 2013                  | 26-01-2013            | tip93*          |              |             |

### Remixes
- "Theme from Vicarious Bliss" door Vicarious Bliss (2003)
- "Steamulation" door Gambit (2003)
- "She Wants to Move" door N*E*R*D (2004)
- "Skitzo Dancer" door Scenario Rock (2004)
- "Me Against the Music" door Britney Spears (2005)
- "Blood On Our Hands" door Death from Above 1979 (2005)
- "Don't Let the Man Get You Down" door Fatboy Slim (2005)
- "Human After All" door Daft Punk (2005)
- "NY Excuse" door Soulwax (2005)
- "You Can't Fool Me Dennis" door Mystery Jets (2005)
- "The Fallen" door Franz Ferdinand (2006)
- "Nazis" door Mr. Oizo (2006)
- "Lovestoned" door Justin Timberlake (2007)
- "Lower State of Consciousness" door ZZT (2007)
- "Master of Puppets" door Metallica (2008)
- "Electric feel" door MGMT (2008)
- "Get on your boots" door U2 (2009)
- "Let love rule 2009" door Lenny Kravitz (2009)
- "ICH R U 2013" door Boys Noize (2009)

### Dvd's
- A cross the universe (live registratie & documentaire) (2008)